# Musik Verein von Calcar

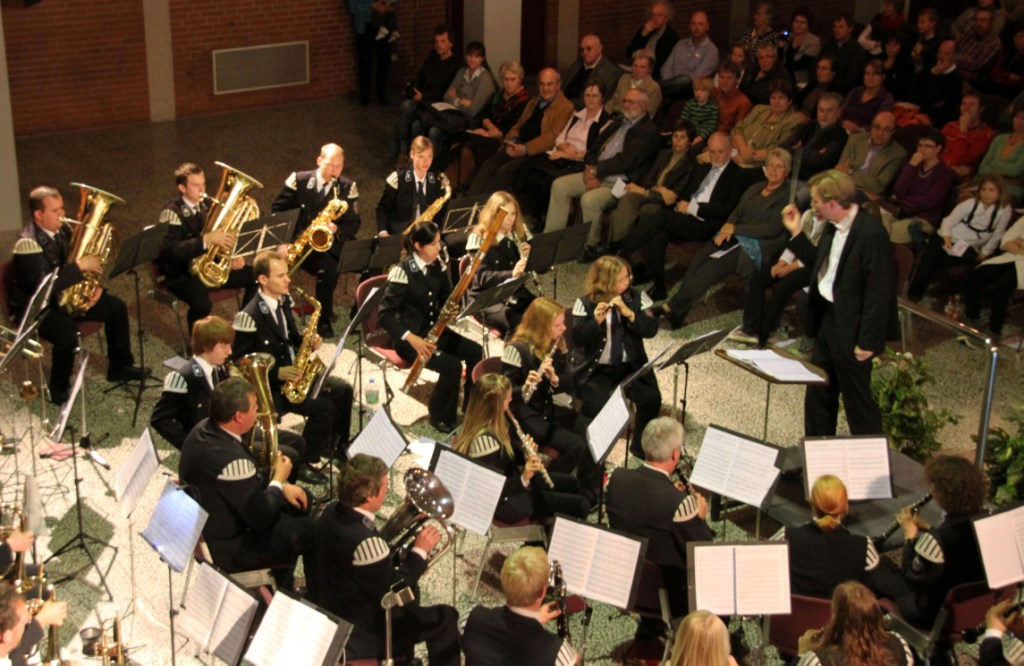
Der Musik Verein von Calcar unter der Leitung von Wolbert Baars beim Herbstkonzert am 23. Okt. 2011 in der Bürgerbegegnungsstätte Kalkar

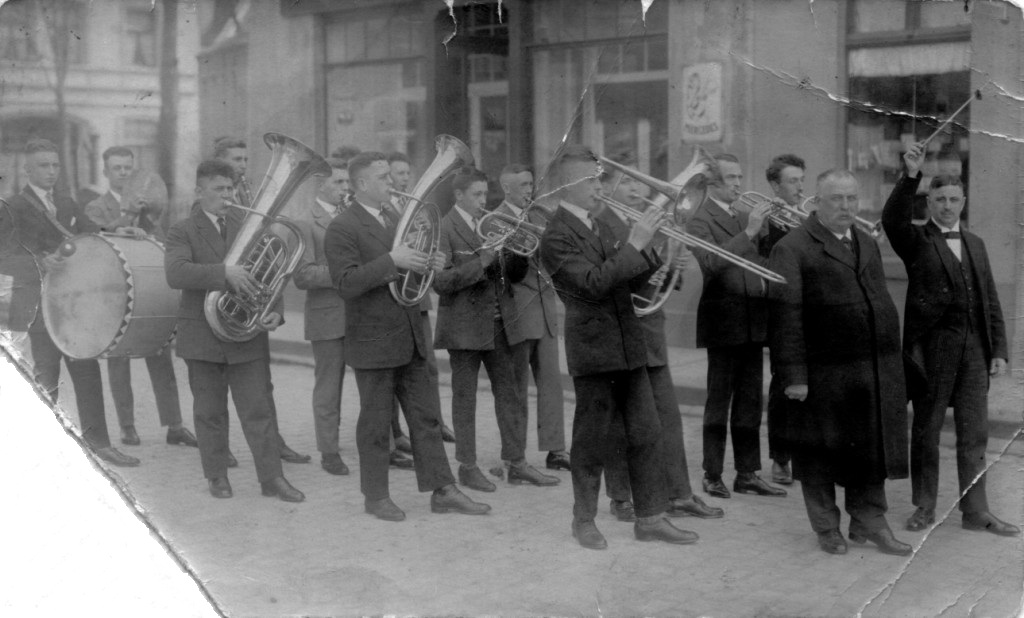
Der Verein im Jahr 1928 unter der Leitung von Edmund Krieg (rechts); daneben Kirchenvorstand Franz Devers

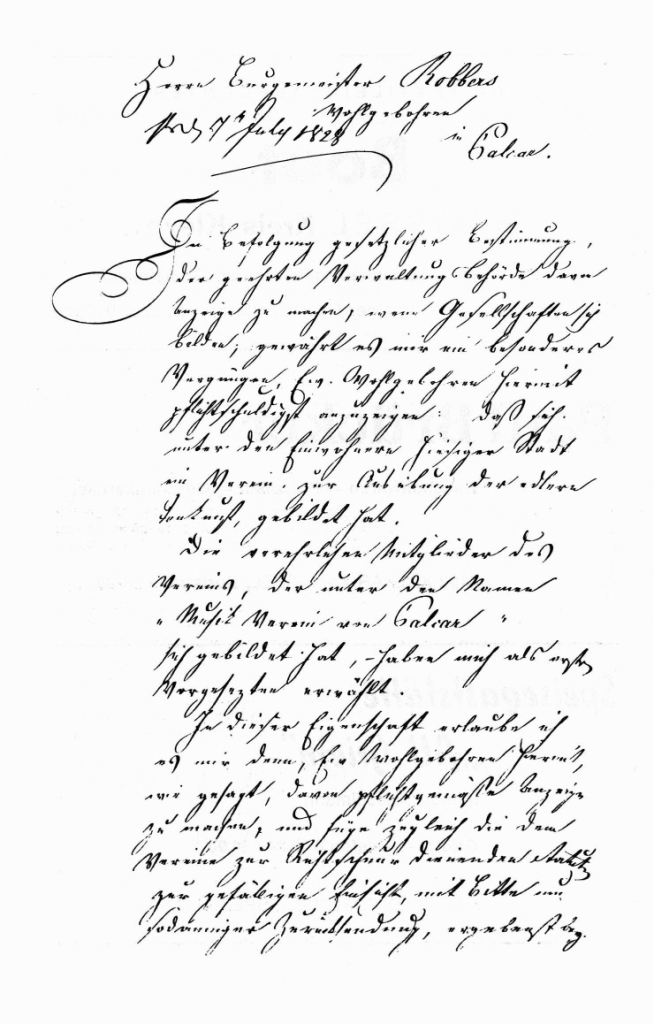
Gründungsurkunde aus dem Jahre 1828

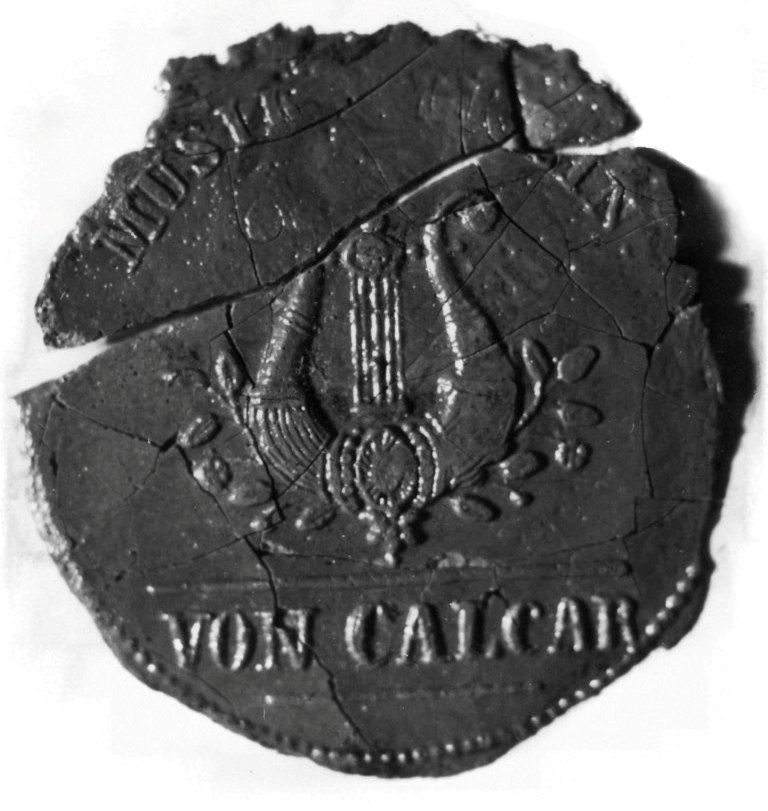
Rotes Wachssiegel aus dem Jahre 1833 mit dem Emblem des Vereins

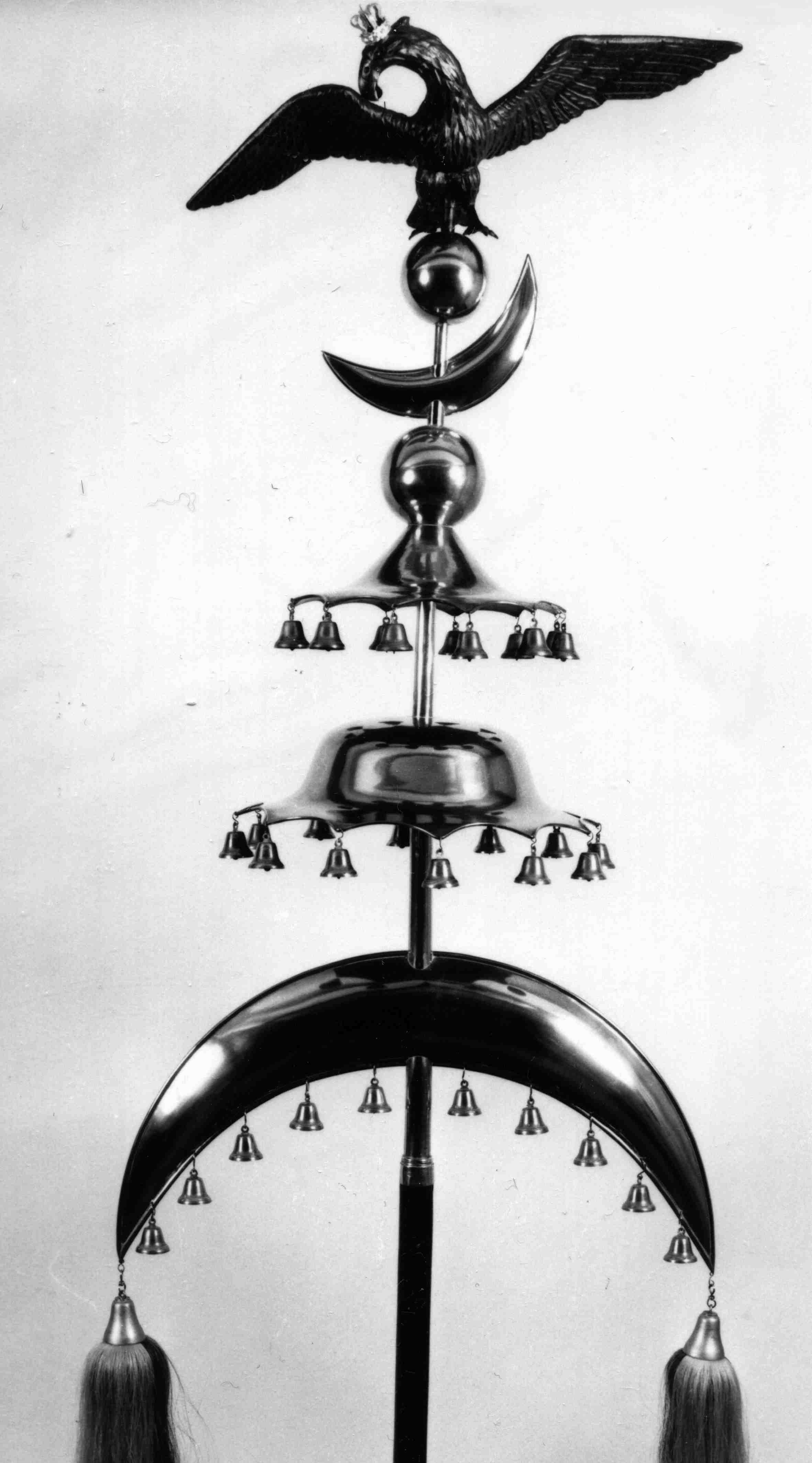
Schellenbaum vermutlich aus dem 19. Jahrhundert

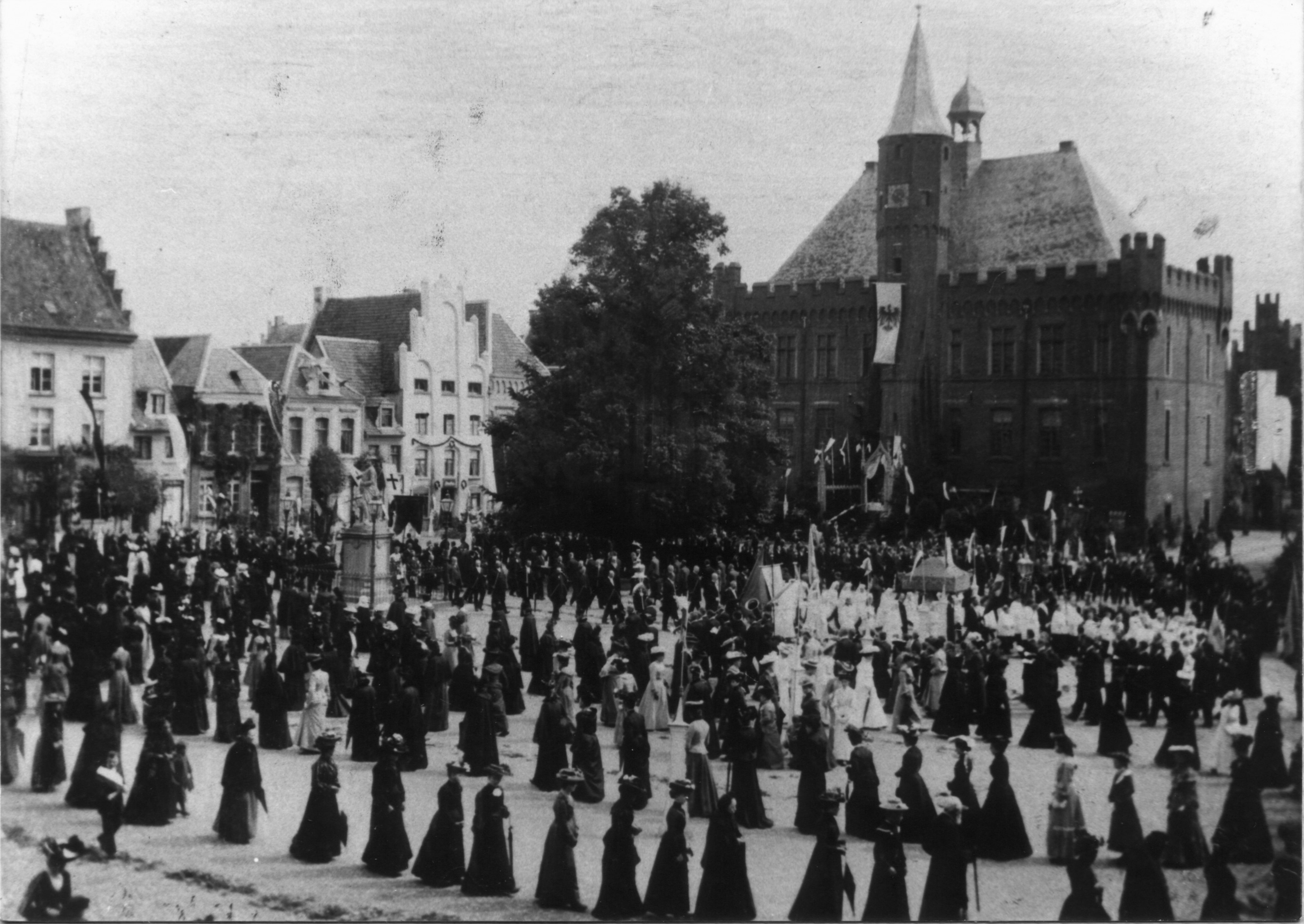
Musik Verein von Calcar bei der Fronleichnamsprozession auf dem Marktplatz in Kalkar um 1910

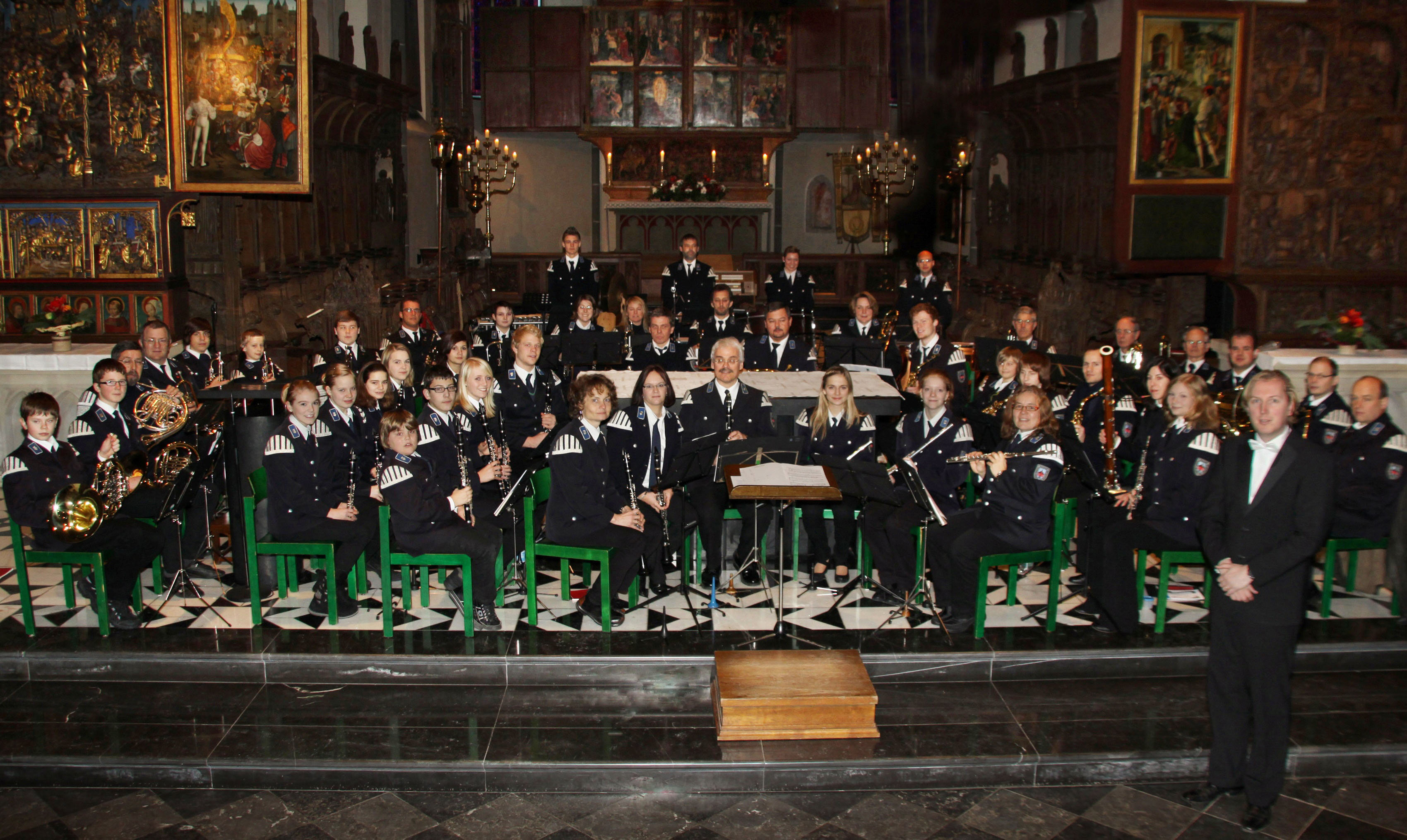
Weihnachtskonzert am 18. Dez. 2010 in der St. Nicolai-Kirche Kalkar

Der Musik Verein von Calcar ist ein Blasorchester aus Kalkar am Niederrhein. Er wurde im Jahre 1828 gegründet und ist als Mitglied im Blasmusikverband Nordrhein-Westfalen dem Bund Deutscher Blasmusikverbände angeschlossen.

## Geschichte
Die Geschichte des Vereins beginnt zunächst im Jahre 1927. Der damalige Kirchenvorstand Franz Devers wird mit den Worten zitiert: „Da war ein Musikverein und der kommt wieder“. Es war also zu jener Zeit bekannt, dass es in Kalkar einen Musikverein gegeben hatte, jedoch waren davon nur die unbrauchbaren Reste einiger Musikinstrumente übrig geblieben. Insbesondere aufgrund der Initiative von Franz Devers und Pastor Anton Beckmann wurde der Verein als kirchlicher Verein mit dem Namen Katholischer Musik Verein Calcar im Jahre 1927 gegründet. Den ersten öffentlichen Auftritt absolvierte er mit sieben Mitgliedern bei der Fronleichnamsprozession 1928. Die musikalische Leitung hatte der ehemalige Militärmusiker und Oberzollsekretär der Kalkarer Zollstation Edmund Krieg.
Im Jahre 1929 machte sich der Verein selbstständig. Pastor Anton Beckmann erwirkte, dass der Musik Verein Calcar, so der neue Vereinsname, die 12 kircheneigenen Musikinstrumente weiterhin benutzen durfte. Der Verein erlebte einen qualitativen und quantitativen Aufschwung. So spielte er Anfang der 1930er Jahre mit 12 Musikern bei den Kalkarer Passionsspielen in der Teufelsschlucht am Monreberg. Ende der 1930er Jahre hatte er bereits 18 Mitglieder. Im Jahre 1936 änderte er seinen Namen aufgrund der politischen Verhältnisse in Musikverein Kalkar.
Während des Zweiten Weltkriegs kam das Vereinsleben zum Erliegen. Der Musikverein Kalkar hatte den Verlust von neun Mitgliedern zu beklagen. Alle Musikinstrumente gingen verloren. Anfang 1947 trafen sich die Überlebenden und beschlossen eine „Neugründung“. Es wurden Messing, Butter und Speck gesammelt und so konnten im Tauschhandel zunächst drei Musikinstrumente beschafft werden. Unter der Leitung von Karl Rucinski fand 1948 das erste Konzert statt und ein Jahr später war der Verein auf 17 Mitglieder angewachsen. „Kalkarer Musikverein wieder aktiv“, berichtete die Rheinische Post und weiter: „Dem Musikverein Kalkar ... kann versichert werden, dass er sich zu einem leistungsfähigen und harmonischen Klangkörper entwickelt hat“. Mitte der 1950er Jahre wurden erstmals Vereinsuniformen angeschafft.
Zu einer Aufsehen erregenden Entdeckung kam es im Jahre 1974. Zufällig stieß man in der Chronik der St. Georgi Bruderschaft aus dem 19. Jahrhundert auf den Namen „J.J. Aanderheyden [...] Director des Musik Vereins von Calcar“. Daraufhin bat man den Leiter des Städtischen Museums Werner Kock um Mithilfe. Er entdeckte im Stadtarchiv einen Brief vom 7. Juli 1828, in dem Oberzollkontrolleur Erbrecht die Gründung eines Vereins mit dem Namen Musik Verein von Calcar bei Bürgermeister Robbers anmeldet. In einem Schriftwechsel vom Juli 1833 stehen die beengten Platzverhältnisse des Proberaums in der Schule im Vordergrund. Einen dieser Briefe schmückt ein Siegel mit dem Emblem des Vereins. Bürgermeister Robbers will vorübergehend einen Raum im Rathaus zur Verfügung stellen. Zu dieser Zeit bestand der Vorstand aus Johann Josef Aanderheyden (von Beruf Malermeister), Gerhard Aanstoot, Johann Franz Haan (Volksschullehrer und Organist) und Heinrich Jakob Kuypers (Kaufmann und 2. Abgeordneter der Bürgermeisterei Calcar). Hinweise auf das Wirken des Vereins im 19. Jahrhundert gibt das Buch Aus Calcars letzter Vergangenheit von Fr. Kühnen. Auf Seite 83 schreibt er: „Am 25. April 1853 [...] wurde dem Bürgermeister Eduard Backer im Beisein des Gemeinderats und vieler anderer Bürger vom Kreislandrat von Haeften der Rote Adlerorden 4. Klasse überreicht. [...] abends wurde unter allgemeiner Beteiligung der Bürgerschaft ein Fackelzug veranstaltet, bei dem besonders der Calcarer Musik- und Gesangsverein mitwirkte.“ Weiter berichtet Kühnen auf Seite 88: „Am 3. August 1860 fand die feierliche Grundsteinlegung zum Seydlitz-Denkmal statt. [...] Bei Austritt des Zuges aus dem Rathause beginnt die Musik das Lied 'Heil dir im Siegerkranz.' [...] Verlesen der Urkunde durch den Bürgermeister, Verschluß derselben in den Grundstein, Legung desselben unter den üblichen drei Hammerschlägen. Währenddessen das Preußenlied durch die Musik.“
Im Jahre 1976 wurde bei Aufräumungsarbeiten auf dem Dachboden der St. Nicolai-Kirche der alte Schellenbaum des Vereins wiederentdeckt. Seine Bauart, insbesondere die Verwendung des Halbmond-Symbols, lässt auf eine Entstehung im 19. Jahrhundert schließen, da aufgrund einer Verfügung von Kaiser Wilhelm aus dem Jahre 1902 die Verwendung dieses Symbols verboten wurde. Auf dem Foto einer Fronleichnamsprozession, dessen Entstehung auf die Zeit um 1910 geschätzt wird, erkennt man diesen Schellenbaum in der Bildmitte. Am Rathausturm hängt die von 1892 bis 1918 gültige Flagge des Königreichs Preußen. Aufgrund dieser Entdeckungen beruft sich der Verein seit dem 3. Mai 1975 auf das Gründungsjahr 1828 und trägt wieder seinen alten Namen Musik Verein von Calcar. Er gehört damit zu den ältesten Musikvereinen Deutschlands. Im Jahre 1981 verlieh ihm Bundespräsident Karl Carstens die Pro-Musica-Plakette für mehr als 100-jährige Verdienste um instrumentales Musizieren.
Seit Anfang der 1970er Jahre erlebte der Verein unter der Leitung von Wilhelm Wienemann (Dirigent) sowie den Vorsitzenden Heinz Wilmsen und Stephan Weber (ab 1990) einen deutlichen Aufschwung. Das Orchester verdoppelte die Anzahl seiner Mitglieder auf rund 50, darunter erstmals auch Frauen. Kontinuierlich wurde das Instrumentarium erweitert, insbesondere im Bereich der Holzblasinstrumente und des Schlagzeugs. Mitte der 1980er Jahre wurden erstmals Saxophone besetzt. Parallel dazu stieg das musikalische Niveau. Bei den seit 1976 regelmäßig stattfindenden Weihnachtskonzerten und den Herbstkonzerten (seit 1985) ist auch sinfonische Musik ein fester Bestandteil der Konzertprogramme. So wurde beispielsweise beim Herbstkonzert 1991 die Suite „Niederrheinische Tänze“ unter der Leitung des Komponisten Walter Gieseler aufgeführt. Im gleichen Jahr bestritt das Orchester mit der Teilnahme am 3. Deutschen Orchesterwettbewerb in Krefeld seinen ersten Wettbewerb. 1992 war der Verein Ausrichter des 2. Wertungsspiels des Blasmusikverbandes Nordrhein-Westfalen, bei dem sich 14 Orchester dem Urteil der Jury stellten, und wurde mit einem 1. Rang ausgezeichnet. 1993 nahm er am World Music Contest (WMC) in Kerkrade (NL) teil und errang einen 2. Preis. Mit Gerhard Plageman übernahm im Jahre 1994 erstmals ein professioneller Blasorchesterdirigent das Orchester. Plageman (* 1951) studierte am Konservatorium in Utrecht Musikpädagogik mit den Hauptfächern Posaune und Blasorchesterdirektion (HaFaBra) u. a. bei Henk van Lijnschooten. Anlässlich des 175-jährigen Vereinsjubiläums fand das Herbstkonzert im Jahre 2003 in Form eines Orchesterworkshops unter der Leitung des Komponisten Jacob de Haan statt.

## Organisation und Repertoire
Der Musik Verein von Calcar ist ein gemeinnütziger Verein und besteht neben dem Hauptorchester aus dem Jugendorchester, der vereinseigenen Musikausbildung und dem Förderverein. Den Vorstand bilden Christian Berendonk (Vorsitzender), Christina Niehoff (Schriftführerin und stellvertretende Vorsitzende) und Petra Ehmig (Kassiererin). Das Repertoire reicht von traditioneller Marschmusik über Bearbeitungen (Transkriptionen) aus dem Bereich der Rock-, Pop- und Filmmusik bis hin zur sinfonischen Blasmusik. Im kulturellen und gesellschaftlichen Leben der Stadt Kalkar übernimmt der Verein die musikalische Umrahmung weltlicher und kirchlicher Feste und Feiern. Im Rahmen seiner Herbst- und Weihnachtskonzerte präsentiert er eine große Bandbreite populärer und sinfonischer Musik.

## Dirigenten
Seit 2022 steht das Orchester unter der Leitung von Marina Kirchhofer (* 1979). Sie erhielt Hornunterricht bei Ralph Rudolph, Marcy Scott und Richard Schneider (Staatsphilharmonie Rheinland-Pfalz) und machte 2004 ihren Abschluss in Chorleitung am Institut für Kirchenmusik in Mainz.
Als zweiter Dirigent fungiert seit 1982 Stephan Weber (* 1951), der an der Musikhochschule Köln ein Schulmusikstudium mit den Hauptfächern Klavier, Waldhorn und Gesang absolvierte.

### Liste der früheren Dirigenten
- Edmund Krieg (1927 bis 1945)
- Karl Rucinski (1948 bis 1949)
- Gerhard Maas (1950)
- Edmund Gens (1950 bis 1952)
- Theo Völling (1955 bis 1957)
- Heinrich Seesing (1957 bis 1965)
- Heinrich Boothe (1965 bis 1972)
- Wilhelm Wienemann (1972 bis 1993)
- Stephan Weber (1994)
- Gerhard Plageman (1994 bis 2009)
- Wolbert Baars (2010 bis Juni 2021)
- Gerhard Plageman (Juli 2021 bis Dezember 2021)